# 阿维斯 (葡萄牙堂区)
阿维斯是葡萄牙波塔莱格雷区的一个堂区。总面积92.09平方公里，总人口1950人，人口密度21.2人/平方公里。